# Hernán Villatoro Barrios
Hernán Villatoro Barrios (Tapachula, Chiapas; 27 de octubre de 1955) es un Político mexicano, fue diputado local por la vía plurinominal en la XIV Legislatura del Congreso del Estado de Quintana Roo y presidente estatal del Partido del Trabajo en el estado de Quintana Roo Estudió en la Escuela Normal Rural Vasco de Quiroga en la ciudad de Tiripetío en el estado de Michoacán donde se graduó como profesor y se dedicó a impartir la educación primaria.
Destacado por su labor legislativa ya que ha sido diputado local en dos ocasiones: en la XIV Legislatura y el la XII Legislatura, ambas por la vía plurinominal.

## NOTICIAS
En el año 2009 se vio envuelto en un escándalo cuando fue acusado en la localidad de Bacalar  por intento de violación agravio de la joven Alejandra Villanueva. Dicho escándalo quedó en eso pues no hubo denuncia y fue un acto mediático siendo el diputado de a XII Legislatura en el Congreso de Quintana Roo situación que casi lo lleva al desafuero pero se logró arreglar extrajudicialmente. Durante sus participaciones como diputado, ha impulsado leyes de transparencia en el uso de recursos públicos, reconocimiento a los indígenas como sujetos de derecho, rendición de cuentas, presupuesto con base en resultados, entre otras.
Recientemente encabeza la coordinadora de autoridades comunitarias, agrarias, municipales, producto maíz, dignatarios mayas y otros sectores sociales, con la que ha exigido caminos sacacosechas, proyectos productivos, aplicación del presupuesto prometido, acceso a los programas sociales que impulsa el estado para las mujeres del campo, entre otras demandas
En 2014 fue señalado por participar en el homicidio del regidor en funciones del Othón P. Blanco  Marco Antonio May Molina miembro también de su partido el PT.  Durante el careo, los homicidas negaron conocer a Villatoro, quedando desmentida su participación. Así pues, el tres veces diputado ha intentado ser incriminado en muchos actos, sin embargo, siempre ha demostrado su inocencia. Delo que no se ha podido deslindar, es de encabezar luchas sociales, en donde ha logrado la dotación de tierras de miles de campesinos, apoyos de maquinaria, proyectos productivos y la solución jurídica de muchos presos y perseguidos políticos. Recientemente, con el apoyo del despacho de abogados Rojo y Rojo, ha logrado la restitución de los derechos de 12 indígenas dignatarios mayas, dentro de ellos el general Isabel Sulub Cima, que fue despojado de su derecho a recibir apoyo económico y le fue desconocido su derecho como general supremo en Quintana Roo, por parte del gobernador Carlos Joaquín González y el INMAYA, este último, organismo creado para mantener el control de los MAYAS en el estado.